# 31840 Normnegus
31840 Normnegus è un asteroide della fascia principale. Scoperto nel 2000, presenta un'orbita caratterizzata da un semiasse maggiore pari a 2,2086436 UA e da un'eccentricità di 0,1469211, inclinata di 4,24767° rispetto all'eclittica.